# Никола Михов (библиограф)
Никола Василев Михов е български библиограф, икономист и статистик, академик.

## Биография

### Образование
Роден е на 6 март 1877 г. в Габрово. Учи в Падалското училище в родния си град. Завършва Априловската гимназия (1895).
През 1895 – 1897 г. е учител в трикласното училище в с. Драганово, Горнооряховско. Там създава първото учителско дружество и вечерното училище.
През есента на 1897 г. се записва в Историко-филологическия факултет на Женевския университет. Там се запознава с изкуството във всичките му форми, а благодарение на своя брат Михаил (докато пребивава в Женева) му разкрива красотата на природата и художественото творчество.
От 1898 г. следва биология и социология в Новия брюкселски университет и се дипломира с докторат на тема „История на статистиката“ през 1900 г.

## Професионални занимания
Завръща се в България и една година учителства в Търново. Отбива военната си служба в Школата за запасни офицери.
През 1903 – 1905 г. става учител по френски език в Априловска гимназия. Променя традиционната методика за преподаване на чужди езици. Според Никола Михов, при началното им изучаване не трябва да се обръща толкова голямо значение на граматиката, а главна роля да имат разговорът върху действията, извършвани от учениците, и запознаването им с названията на околните предмети. Негови ученици свидетелстват, че и след 50 години си служат добре с усвоеното в часовете му. „Той пееше езика – казва Стефан Стойчев. – Беше строг, но всички го обичахме много.“
Пред гимназисти от горните класове Михов изнася лекции по политикономия.
През 1904 – 1905 г. работи като подпредседател на читалище „Априлов-Палаузов“. Там държи сказки в неделните общообразователни курсове.
Става един от инициаторите за възстановяване на Градското музикално дружество „Струна“, което започва да работи под името „Емануил Манолов“. Никола Михов става негов хорист и оркестрант.

## Нови житейски насоки
В училищната библиотека Никола Михов попада на библиография за историята на Турция и България, която по неговите думи изиграва решителна роля в живота му и предопределя по-нататъшната му дейност.
През 1905 г. е назначен за учител в Първа мъжка гимназия в София. През 1908 г. – за поддиректор на Народната библиотека. Когато директорът ѝ Пенчо Славейков е уволнен (1911) Никола Михов пише статия в негова защита и подава оставка.
Участва във войните (1912 – 1918) като офицер. През 1918 г. постъпва на работа в Търговско-индустриалната камара във Варна. Отказва да заеме поста директор на Народната библиотека в София, за който е издаден указ (1923), и с помощта на камарата, която одобрява плана му да бъде изработен архив за историята на българската търговия, заминава за чужбина.
В продължение на 12 години Никола Михов работи в библиотеките на Мюнхен, Брюксел, Виена, Париж, Лондон, Марсилия, Женева. Владеенето на няколко езика, самодисциплината и изключителното му трудолюбие, му дават възможност да прегледа около 80 000 тома книги, справочници, периодика и собственоръчно да опише около 15 000 от тях. Събира данни за икономиката, демографската и културната история на България до Освобождението (1878) и за историята на Турция.
По същото това време активно общува с българските студенти там, запознава ги с европейските културни забележителности. Габровският лекар д-р Иван Иванов разказва в свои спомени как „чичо Кольо“ бил гид на група българи по парижките музеи и ги ограмотявал по изобразително, театрално и музикално изкуство.
От 1938 до 1957 г. е преподавател във Висш финансово-стопански институт в Свищов (днес Стопанска академия „Д. А. Ценов“).

## Научни трудове
- Първата библиография на Никола Михов е „Успехите на естествознанието през XIX век“ (1908)

Като фундаментални трудове са оценени:
- Библиографски източници за историята на Турция и България (4 тома, написани в периода 1914 – 1934)
- Населението на Турция и България през XVIII и XIX век – библиографски издирвания (5 тома, написани в периода 1915 – 1967)
- България и нейният народ по свидетелства на чужденци:
  - Откъси от френски издания (написани на френски език – 1918)
  - Издания на немски език (написани на немски език – 1929)
- Библиография на статии от немски, английски, френски и италиански периодични издания за Турция и България (на френски език – 1938 г.).
- Принос към историята на българската търговия (6 тома, написани на френски език 1941 – 1970).

## Заслуги
Никола Михов е най-големият български библиограф и енциклопедист на ХХ век. Създава школа от млади библиографски работници. Негово златно правило е „Нито една книга да не бъде цитирана от втора ръка.“ В предговорите към своите трудове Никола Михов отбелязва: „Всяка книга и всяка статия е видена и подробно описана от мене.“ Много ценно тяхно качество са и прецизно изработените им показалци.

## Награди и отличия
- За изключителен принос е титулуван със званието академик – 1947 г.
- Димитровска награда – 1950 г.
- Орден „Кирил и Методий“ I степен – 1952 г.

## Посмъртно признание
В знак на признателност в центъра на Габрово, в парка до Регионална библиотека „Априлов – Палаузов“ е издигнат бюст-паметник на акад. Никола Михов.